# Ōkuma (Unternehmen)

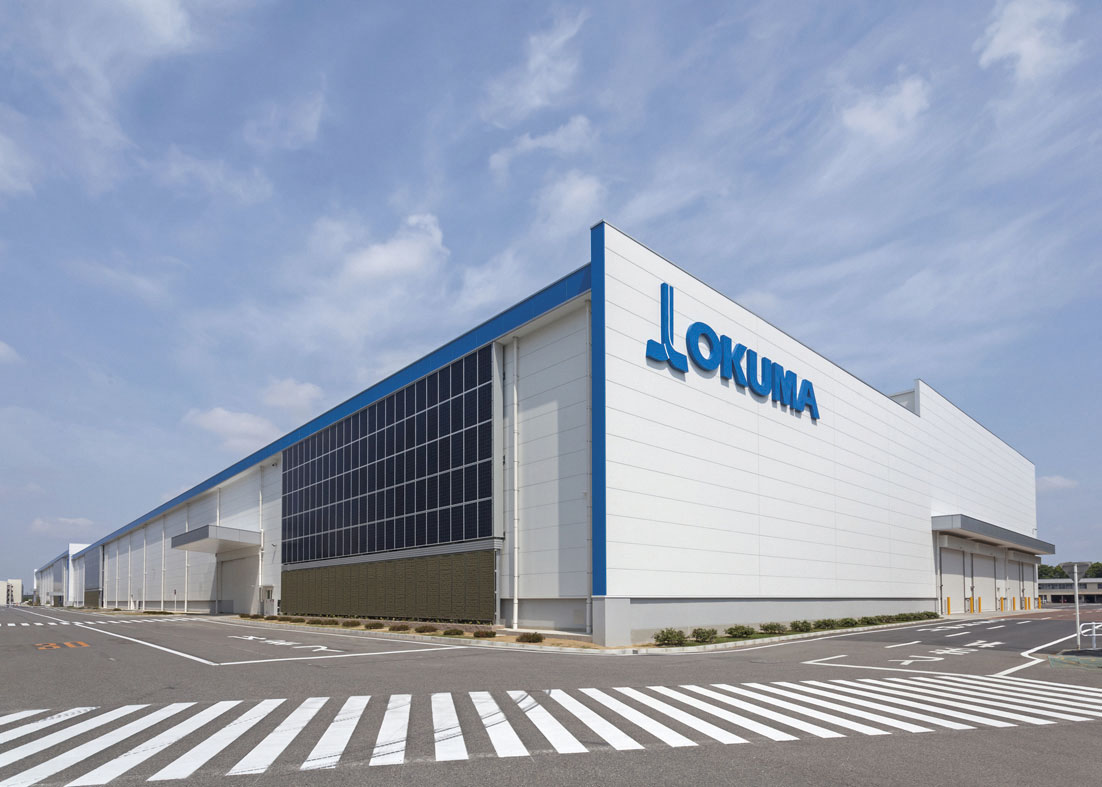
Fabriksgebäude von Ōkuma

Okuma (japanisch オークマ株式会社 Ōkuma kabushiki-gaisha) ist ein japanischer Werkzeugmaschinenbauer, der Fräs- und Drehzentren, Schleifmaschinen und Maschinen zum Laserauftragschweißen und Laserhärten herstellt.
Im Jahr 1898 gründete Eiichi Okuma die Okuma Noodle Machine Company in Nagoya. Der Betriebszweck bestand in der Herstellung und dem Vertrieb von Nudelfertigungsmaschinen. Die ersten Werkzeugmaschinen wurden ab 1904 gefertigt. Im Jahr 1937 war Ōkuma gemäß eigenen Angaben der größte Werkzeugmaschinenhersteller Japans bezogen auf den erzielten Umsatz. Der Hauptsitz des Unternehmens wurde 1980 von Nagoya nach Ōguchi verlegt. Die Europa-Zentrale Okumas befindet sich in Krefeld. 
Okuma Europe GmbH ist die deutsche Vertriebs- und Serviceniederlassung der Okuma Corporation, eines der weltweit führenden Unternehmen für numerisch gesteuerte Werkzeugmaschinen (CNC). Das Unternehmen ist der einzige Komplettanbieter der Branche: CNC-Maschinen, Antriebe, Motoren, Encoder, Spindel- und CNC-Steuerungen werden von Okuma selbst gefertigt.
Zum 1. September 2019 hat Okuma den langjährigen deutschen Vertriebspartner Hommel CNC-Technik übernommen und in die Okuma Deutschland GmbH umbenannt. Die Okuma Deutschland GmbH, als 100%ige Tochter der Okuma Europe GmbH, übernimmt den deutschlandweiten Vertrieb und Service der Ōkuma Produkte. Die Hauptzentrale der Okuma Deutschland GmbH befindet sich in Köln, weitere Niederlassungen in Possendorf (Dresden) und in Langenau bei Ulm.
2020 übernahm die Okuma Europe GmbH ebenfalls 100 Prozent der niederländischen Gelderblom CNC Machines B.V. Durch den Erwerb des langjährigen Vertriebspartners unter dem Namen Okuma Benelux B.V. ist Okuma in der Lage, zu stärken.